# Daniel Rebolledo Sepúlveda
Daniel Rebolledo Sepúlveda (Rari, Chile, 5 de octubre de 1848-Temuco, Chile, 22 de enero de 1908) fue un militar chileno durante la Guerra del Pacífico.

## Biografía
Daniel Rebolledo Sepúlveda nació en la aldea de Rari, un pequeño poblado situado en las cercanías de Panimávida, en la provincia de Linares. Sus padres fueron Melchor Rebolledo y Teresa Sepúlveda. A cargo de su educación estuvo su tío Pedro Rebolledo, vecino de Villa Alegre.
Ingresó al Ejército el 20 de agosto de 1873. Fue ascendido a Cabo 2.º el 12 de noviembre de 1874 y a Cabo 1.º el 14 de julio de 1877, mientras servía en el Regimiento Cazadores a Caballo durante las campañas en la araucanía; grado con el que se retiró temporalmente en 1878. Al año siguiente se reincorporó a las filas, esta vez en el Regimiento 1.º de Línea "Buin" con el grado de Cabo 1.º.
Tuvo participación en diversas batallas de la Guerra del Pacífico (1879 - 1883), conflicto que involucro a Chile contra las fuerzas militares de Peru y Bolivia,  la  que incluyo la Ocupación de Antofagasta y en la Campaña de Tarapacá. Participó en el Desembarco y combate de Pisagua y en la Batalla de Dolores (1879). Tras la Batalla de Tacna y asalto y toma del Morro de Arica recibió el grado de sargento 2.º.
También participó en la Campaña de Lima, durante la Batalla de Chorrillos (enero de 1881) que culminaría en la ocupación de Lima.
Según los antecedentes de la guerra del Pacífico, durante la batalla de San Juan y Chorrillos, el Teniente Stuven se enfrentó a una situación sumamente desafiante. Al ver la imposibilidad de los Batallones Atacama y Santiago para reducir las fuerzas peruanas que defendían el Morro Solar, debió tomar una difícil decisión, y con valentía difundió en la tropa del Regimiento Buin el llamado a reforzar la división de Lynch, a pesar de que los soldados peruanos superaban en número a los chilenos, llamándolos así a cruzar por las  espaldas de la línea de trincheras de Chorrillos, desde su posición, hasta el poblado. La orden del Ministro de Guerra ofrecía una valiosa recompensa: dos galones más al oficial y las insignias de capitán al primer hombre que lograra plantar la bandera chilena en la cumbre del morro. Fue el Sargento Daniel Rebolledo Sepúlveda quien, con valentía suprema, se convirtió en el héroe de esta hazaña. Ató con firmeza la bandera chilena a la bayoneta de su fusil, empuñó su arma y con determinación enfrentó la carga al enemigo, inspirando coraje en el resto de soldados que lo siguieron en el ataque. La valentía y el coraje demostrados por estos soldados fueron tan impresionantes que incluso el ilustre Benjamín Vicuña Mackenna los describió como auténticos leones en combate. La carga de los soldados quedó grabada en la historia por su valentía y determinación en el asalto. El Sargento Rebolledo, convertido en un verdadero símbolo de heroísmo, plantó la Bandera Chilena en la cumbre del Morro Solar y fue ascendido a Capitán del Ejército, todo durante la acción misma del combate. Regresó a Chile con orgullo, luego de que el Primer Batallón de su regimiento fuera desmovilizado, recibiendo el reconocimiento y la admiración de todos.
Posteriormente, participó como Sargento Mayor de Ejército en la Revolución de 1891 respaldando al gobierno del Presidente Balmaceda, siendo gravemente herido en el rostro durante la batalla de Concón, desde donde fue trasladado a un improvisado hospital de sangre que se dispuso en un hotel en Quilpué, centro de las operaciones balmacedistas.
Falleció el 20 de enero de 1908 a la edad de 60 años, en un día que casualmente se conmemora como el día del roto chileno. 
En 2001 sus restos fueron trasladados al mausoleo construido frente a la Escuela de Suboficiales del Ejército de Chile, Escuela que hoy lleva su nombre en honor a su valentía y sacrificio.